# Tsutomu Nihei
Tsutomu Nihei (弐瓶勉 Nihei Tsutomu?) nacido el 26 de febrero de 1971 en Fukushima, Japón, es un mangaka japonés conocido por sus historias de estilo ciberpunk, como BLAME! y Noise.

## Biografía
De pequeño demostró pasión y habilidad por el dibujo, lo que más tarde le conduciría a estudiar arquitectura. En sus mangas se aprecia este hecho ya que se ven constantemente megaestructuras arquitectónicamente impresionantes. Después de finalizar sus estudios se fue a Nueva York, donde trabajó para una compañía en el campo de la construcción. 
Después de un tiempo en Nueva York, y de conocer el sistema laboral de allí, volvió a Japón para trabajar en la revista Kodansha Magazine, famosa por sus series de acción y su política de mangas orientados al público adulto. Fue allí donde conoció y, posteriormente trabajó para Tsutomu Takahashi mientras este estaba trabajando en Jirashin, un manga sobre un policía solitario que sirvió de inspiración para crear a Killy protagonista de Blame!.
Otras de las cosas que Nihei heredó de Takahashi fue su estilo de dibujo de personajes. Un estilo en el cual los personajes parecen incompletos, como en un borrador, no muy definidos pero a la vez con consistencia y estilo. Esta característica es como una firma en los trabajos de Nihei que, junto a los paisajes hace que sus mangas sean inconfundibles. 
Hacia el final de 1997 la revista Kosansha Magazine empezó a publicar Blame!, el más ambicioso y largo de los proyectos que Nihei había hecho hasta la fecha. Blame!, un manga de 10 volúmenes, fue distribuido, ampliamente aceptado y elogiado no solo en Japón, sino que en muchos países de Europa como Alemania, España, Italia, Francia,... consolidando a Nihei como un gran mangaka en todo el mundo. Después del éxito de Blame! Nihei trabajo en Blame!: Academy, un manga spin-off de comedia. 
Un editor asociado a Marvel Comics™ le ofreció a Nihei la oportunidad de participar en un proyecto sobre Lobezno y para julio de 2003 Wolverine Snikt! #1 ( Lobezno Snikt!) fue publicado. Los fanes de Lobezno estuvieron complacidos con el trabajo que Nihei había llevado a cabo. En noviembre del 2003 el último tomo de la colección (el n° 5) fue publicado. Ese mismo año Anime Reactorle invitó para hablar de su trabajo en Wolverinte Snikt!. Nihei dijo: "Lobezno ya tiene una larga historia. Es prácticamente imposible hacer un trabajo completo por ti mismo. Tuve que hacer a Lobezno tal y como lo había dibujado. No pude hacer un Lobezno completo, así que admito que éste es mi Lobezno." 
Continuando con historias de ciencia ficción, Nihei empezó a trabajar en Biomega!. Parece estar basado en el mismo mundo que Blame! aunque el autor nunca ha dicho nada de forma oficial.
Su obra Sidonia no Kishi ha sido condecorada con el premio al mejor manga en la categoría "General" en la 39º edición de los Kodansha Manga Award.

## Trabajos
TRABAJOS SERIALIZADOS
- BLAME! (1997-2003) : Obra más popular de Nihei, detallando las aventuras de Killy en su búsqueda de un ser humano con genes compatibles para salvar al mundo. Publicado en Afternoon.
- NOiSE (2000-2001) : Precuela de Blame!, en la que un agente de la policía Susono Musubi investiga el asesinato de una pandilla. Publicada en Afternoon.
- Abara (2005-2006) : Kudou Denji es un hombre capaz de transformarse en un Gauna, una criatura con hueso como armadura y armamento. Publicado en Ultra Jump
- Biomega (2004-2009) : Zouichi Kanoe y la AI en su moto se puso a buscar los humanos resistentes a N5S, un virus que convierte a las personas en zombis como "drones". Publicado en Ultra Jump.
- Knights of Sidonia (2009-2015) : Ambientada en un futuro lejano. La guerra de una colonia humana contra una raza alienígena conocida como "Gauna". Publicado en Afternoon.
- Aposimz (2017-2021) : Ubicado en un planeta helado plagado de artefactos alienígenas, Un joven sobrevive. publicados en Shounen Sirius.
- Kaina of the Great Snow Sea Manga comenzado a publicar en Febrero de 2022, con adaptación al anime en enero de 2023. Ambientado en un mundo completamente helado, en el que la humanidad, la poca que queda, vive en la copa de árboles descomunales.
- Tower Dungeon (2023-): Yuva es elegido como enviado de su aldea para ayudar en el rescate de la princesa del reino en la torre del dragon, torre invocada por el nigromante despues de asesinar al rey y secuestrar a la princesa.

ONE-SHOTS Y TRABAJOS ADICIONALES
- Blame (1995) : One-shot prototipo de Blame!, recogido en NOiSE.
- Sabrina (2002) : Un corto one-shot acerca de un hombre que ha encontrado una niña cuyo brazo se ha quedado atascado en un agujero.
- Idaho (2002) : un one-shot publicado en el volumen 2 de la antología Akai Kiba doujinshi.
- Dead Heads  (2002) : Primera emisión de series canceladas; recogidas, como miniaturas, en Blame! y así sucesivamente.
- Akai Kiba (2002-2014) : Antologia de doujinshi escrito por múltiples mangakas.
- Abba () : Un corto one-shot de un hombre en busca de su hermano.
- Blame!² - Un one-shot de 16 páginas publicado en Kodansha 's Mandala Vol.2, el seguimiento de la historia de Blame! con una de las futuras encarnaciones de Pcell.
- Net Sphere Engineer (NSE) (2004) : Una secuela de Blame!, sobre la Net Sphere.
- Wolverine Snikt! (2004) : Una serie limitada de 5 capítulos acerca Wolverine, personaje de X-Men.
- Zeb-Noid (2004) : Un corto one-shot acerca de un encuentro hostil entre dos especies diferentes que toma un giro inesperado.
- Pump : Un breve one-shot sobre el último proceso de reproducción de los humanos.
- Numa no Kami : Un breve one-shot sobre un hombre que se encuentra con una diosa del lago.
- Blame! Academy and So On (2004-2008) : Una comedia con los personajes de Blame! como estudiantes en una escuela.
- Digimortal (2005) : Una de dos partes de un one-shots de un mercenario contratado para asesinar a un líder de una nueva Inquisición. Originalmente publicado en Ultra Jump , publicado en el Vol. 2 de Abara.
- Halo Graphic Novel Breaking Quarantine (2006) :Situado en Halo (Serie) , la historia no contada del Sargento Avery J. Johnson y su fuga de las entrañas de Halo y el Diluvio.

- Negative Corridor : Un corto one-shot, recogido en NOiSE.
- Winged Armor Suzumega : Un corto one-shot acerca de una batalla entre seres extraterrestres.
- Knights of Sidonia: The Fourth Gauna Defense War (2014) : One-shot spin-off de Knights of Sidonia.
- Sidonia no Kishi: Tsumugi, "Blame!" ni Hamaru. no Maki (2015) : One-shot cómico que reune a personajes de varios trabajos de Nihei.
- Ningyou no Kuni (2016) : One-shot prototipo de Aposimz.

ARTBOOKS 
- Blame! and so on (2003) : Publicado en 2003, contiene ilustraciones y bocetos de Blame!, Noise, y Wolverine: SNIKT, entre otros.
- Bitch's Life: Un libro de ilustraciones eróticas, con contribuciones de más de veinte mangakas, cuatro de los cuales provienen de Nihei.

## Enlaces recomendados
- Una crítica a su gran obre Blame!(inglés)
- la entrevista que Anime Reactor le hizo a Nihei(inglés)
- un review de Nihei en la guiadelcomic.com(español)
- una página dedicada a Nihei(inglés)
- una crítica a Blame! muy buena (español)

- Datos: Q504482
- Multimedia: Tsutomu Nihei / Q504482